# Kinder, Küche, Kirche
Pour les articles homonymes, voir KKK et Kinder (homonymie).
L'allitération Kinder, Küche, Kirche [ˈkɪndɐ ˈkʏçə ˈkɪʁçə], que l'on traduit en français par « enfants, cuisine, église », également connue sous l'expression « les trois K », se veut une représentation des valeurs traditionnelles dévolues aux femmes en Allemagne sous l'empire allemand, reprise par le Troisième Reich ainsi que par les mouvements antiféministes et certains mouvement traditionalistes de l'après-guerre. Le but de ce discours visait à décrire le rôle de la femme dans la société et la famille. Elles devaient, selon cette définition, assurer l'éducation des enfants, cuisiner pour la famille et vivre selon les préceptes et la morale religieuse.

## Origine et conséquences

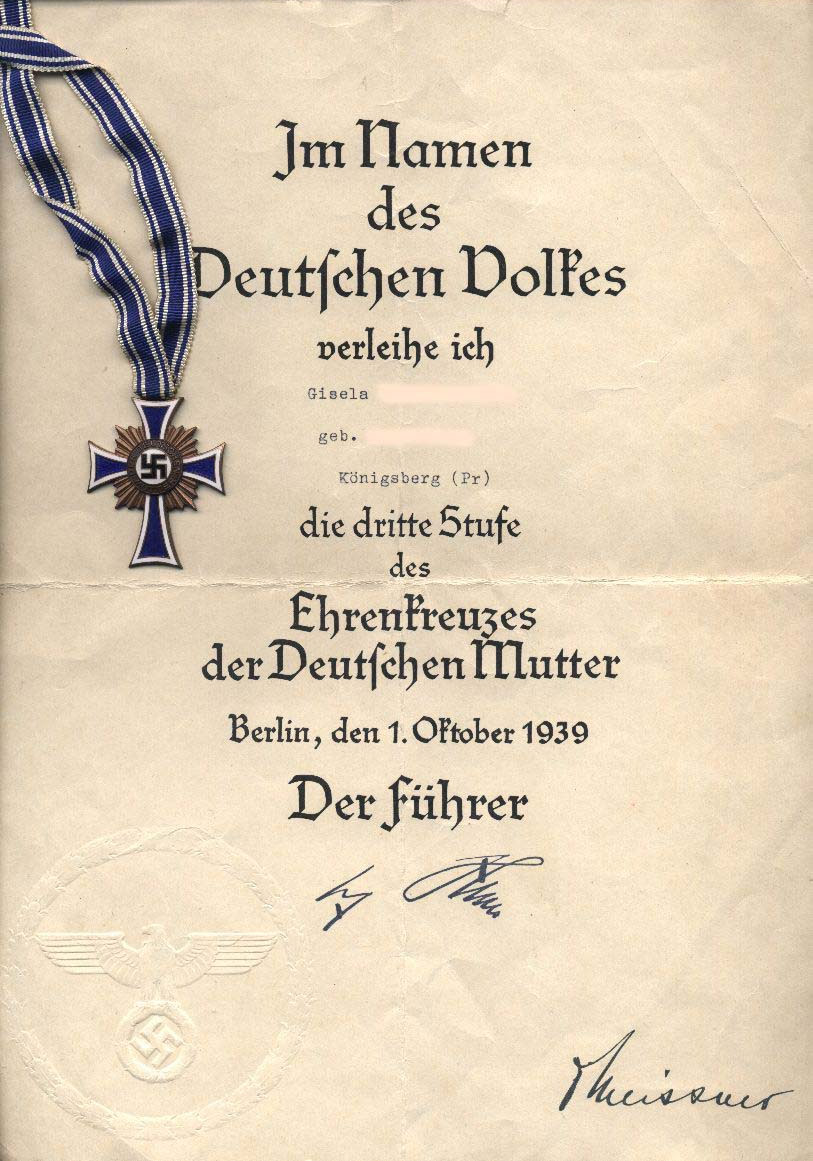
La Croix d'honneur de la mère allemande, une médaille remise aux mères de familles nombreuses.

L'origine de la formule est généralement attribuée au Kaiser Guillaume II, décrivant le rôle des femmes au sein de la société du XIXe siècle. Dans un discours de septembre 1934, à l'« Organisation des femmes nationales socialistes » (en allemand : Nationalsozialistischen Frauenorganisation), Adolf Hitler affirma que, pour la femme allemande, son « Univers est son mari, sa famille, ses enfants et son foyer », une politique qui fut résumée par le Kinder et Küche par la propagande - qui s'explique par des rejets du christianisme par le nazisme,,, -, et par la remise de la Ehrenkreuz der deutschen Mutter (en français : « croix d'honneur de la mère allemande ») aux mères ayant mis au monde quatre enfants ou plus. 
Lorsque Hitler accéda au pouvoir en 1933, il initia une loi d'encouragement au mariage, qui accordait aux nouveaux couples un prêt de 1 000 RM (ce qui représentait alors environ 9 mois de salaire). À leur premier enfant, ils pouvaient conserver 250 RM, puis à nouveau 250 RM pour le second et la totalité de la somme lors de la naissance du quatrième. 
Durant cette période, les femmes qui travaillaient furent discriminées et contraintes à la démission pour bénéficier d'avantages sociaux. La médecine, le droit et les postes de l'administration étaient des professions réservées aux seuls hommes. Par la suite, les femmes furent à nouveau bienvenues dans les usines lorsque les pertes humaines des forces armées et le manque d'équipements se firent sentir sur le front.